# Classe Dubna
Le unità appartenenti alla classe Dubna sono delle petroliere militari di piccole dimensioni, utilizzate per svolgere azioni di rifornimento alla flotta. La classificazione russa è Voyenyy Tanker (VT, ovvero petroliera militare).

## Tecnica
Queste navi sono state costruite in Finlandia, presso il cantiere navale di Rauma Repola. Le loro cisterne sono in grado di contenere notevoli quantità di combustibile, ed hanno anche una limitata capacità di trasportare rifornimenti “solidi” (un centinaio di tonnellate tra provviste ed altro).
L'equipaggio ammonta a 62 elementi (civili), e la velocità è di 15,5 nodi.

## Servizio
Complessivamente, ne sono stati costruiti quattro esemplari, tutti negli anni settanta. Oggi ne rimangono in servizio con la marina russa due, entrambe operative con la Flotta del Pacifico.
- Dubna: entrata in servizio nel 1974;
- Pechenga: entrata in servizio nel 1978 (utilizzata anche per attività commerciali, ma comunque a disposizione della flotta).

La Sventa è stata ceduta all'Ucraina nel 1997, in occasione della spartizione della Flotta del Mar Nero, mentre la Irkut è stata smantellata nel 1996.